# Circuito Internacional de Chang
El Circuito Internacional de Chang (también conocido como Buriram United International Circuit debido a las restricciones al alcohol) es un autódromo situado en la ciudad de Buriram, Provincia de Buri Ram, Tailandia. El circuito se inauguró en 2014. Este es el primer circuito FIA Grado 1 y FIM Grado A en Tailandia. El patrocinador corporativo principal de la pista es Chang Beer, nombrado la pista como parte del patrocinio.

## Trazado
El circuito se compone de 4.554 metros distribuidos en 12 curvas, 5 a izquierdas y 7 a derechas, donde destacan las dos rectas enlazadas que propician una velocidad media muy alta, razón por la que en su día fue bautizado como Ducatiland por ser del aire del Red Bull Ring donde las Ducati estaban imbatidas. Tiene muchas curvas de segunda y tercera marcha y aceleraciones y fuertes frenadas.
En general, el circuito de Buriram es una pista donde importa mucho el paso por curva. Aunque la entrada a meta y la primera mitad del circuito cuentan con aceleraciones considerables (curvas 12, 1 y 3) la mayoría de las curvas se desarrollan en una misma zona revirada y de curvas amplias en las que es necesario mantener una alta velocidad y enlazar bien para no perder tiempo que dividen el circuito en dos tramos totalmente distintos.
Al tratarse de una pista muy plana que apenas cuenta con infraestructuras en el interior de los viales, los aficionados que están situados en las gradas pueden contemplar la mayor parte de la pista, similar a lo que ocurre en otros lugares como el Circuito Ricardo Tormo de Valencia, aunque, en el caso de la pista valenciana, las gradas rodean todo el trazado como si se tratara de un estadio.

## Ganadores

### Super GT
| Año  | Pilotos           | Automóvil    | Equipo                      |
| ---- | ----------------- | ------------ | --------------------------- |
| 2014 | Kazuki Nakajima   | Lexus RC F   | Lexus Team Petronas TOM'S   |
| 2014 | James Rossiter    | Lexus RC F   | Lexus Team Petronas TOM'S   |
| 2015 | Satoshi Motoyama  | Nissan GT-R  | MOLA                        |
| 2015 | Masataka Yanagida | Nissan GT-R  | MOLA                        |
| 2016 | Yuji Kunimoto     | Lexus RC F   | Lexus Team WedsSport Bandoh |
| 2016 | Yuhi Sekiguchi    | Lexus RC F   | Lexus Team WedsSport Bandoh |
| 2017 | Ryo Hirakawa      | Lexus LC 500 | Lexus Team KeePer Tom's     |
| 2017 | Nick Cassidy      | Lexus LC 500 | Lexus Team KeePer Tom's     |
| 2018 | Hideki Mutoh      | Honda NSX-GT | Team Mugen                  |
| 2018 | Daisuke Nakajima  | Honda NSX-GT | Team Mugen                  |

### Campeonato Mundial de Turismos
| Año  | Piloto           | Automóvil        | Equipo         |
| ---- | ---------------- | ---------------- | -------------- |
| 2015 | José María López | Citroën C-Elysée | Citroën Racing |
| 2015 | Sébastien Loeb   | Citroën C-Elysée | Citroën Racing |

### Campeonato Mundial de Superbikes
| Año  | Piloto          | Moto                   | Equipo                   |
| ---- | --------------- | ---------------------- | ------------------------ |
| 2015 | Jonathan Rea    | Kawasaki Ninja ZX-10R  | Kawasaki Racing Team     |
| 2015 | Jonathan Rea    | Kawasaki Ninja ZX-10R  | Kawasaki Racing Team     |
| 2016 | Jonathan Rea    | Kawasaki Ninja ZX-10R  | Kawasaki Racing Team     |
| 2016 | Tom Sykes       | Kawasaki Ninja ZX-10R  | Kawasaki Racing Team     |
| 2017 | Jonathan Rea    | Kawasaki Ninja ZX-10RR | Kawasaki Racing Team     |
| 2017 | Jonathan Rea    | Kawasaki Ninja ZX-10RR | Kawasaki Racing Team     |
| 2018 | Jonathan Rea    | Kawasaki Ninja ZX-10RR | Kawasaki Racing Team     |
| 2018 | Chaz Davies     | Ducati Panigale R      | Aruba.it Racing – Ducati |
| 2019 | Álvaro Bautista | Ducati Panigale V4 R   | Aruba.it Racing – Ducati |
| 2019 | Álvaro Bautista | Ducati Panigale V4 R   | Aruba.it Racing – Ducati |
| 2019 | Álvaro Bautista | Ducati Panigale V4 R   | Aruba.it Racing – Ducati |

### Campeonato Mundial de Supersport
| Año  | Piloto              | Moto             | Equipo                            |
| ---- | ------------------- | ---------------- | --------------------------------- |
| 2015 | Ratthapark Wilairot | Honda CBR600RR   | Core" Motorsport Thailand         |
| 2016 | Jules Cluzel        | MV Agusta F3 675 | MV Agusta Reparto Corse           |
| 2017 | Federico Caricasulo | Yamaha YZF-R6    | GRT Yamaha Official WorldSSP Team |
| 2018 | Randy Krummenacher  | Yamaha YZF-R6    | Bardahl Evan Bros. WorldSSP Team  |
| 2019 | Jules Cluzel        | Yamaha YZF-R6    | GMT94 Yamaha                      |

### Campeonato del Mundo de Motociclismo
| Año  | Moto3                 | Moto3       | Moto2             | Moto2       | MotoGP       | MotoGP      |
| Año  | Piloto                | Constructor | Piloto            | Constructor | Piloto       | Constructor |
| ---- | --------------------- | ----------- | ----------------- | ----------- | ------------ | ----------- |
| 2018 | Fabio Di Giannantonio | Honda       | Francesco Bagnaia | Kalex       | Marc Márquez | Honda       |
| 2019 | Albert Arenas         | KTM         | Luca Marini       | Kalex       | Marc Márquez | Honda       |

## Récords de vuelta
| Categoría | Piloto             | Tiempo   | Auto/Moto            | Carrera                           |
| --------- | ------------------ | -------- | -------------------- | --------------------------------- |
| Super GT  | Daiki Sasaki       | 1:25.441 | Nissan GT-R          | Buriram United Super GT Race 2014 |
| MotoGP    | Marc Márquez       | 1:30.904 | Honda RC213V         | PTT Thailand Grand Prix 2019      |
| WSB       | Álvaro Bautista    | 1:32.724 | Ducati Panigale V4 R | Pirelli Thai Round 2019           |
| Moto2     | Luca Marini        | 1:36.097 | Kalex Moto2          | PTT Thailand Grand Prix 2019      |
| WSS       | Randy Krummenacher | 1:37.620 | Yamaha YZR-R6        | Thai Round 2018                   |
| WTCC      | Gabriele Tarquini  | 1:39.275 | Honda Civic WTCC     | Race of Thailand 2015             |
| Moto3     | Dennis Foggia      | 1:42.963 | KTM RC250GP          | PTT Thailand Grand Prix 2018      |